# Tułowice (Opole)
Tułowice is een dorp in het Poolse woiwodschap Opole, in het district Opolski (Silezië). De plaats maakt deel uit van de gemeente Tułowice en telt 4290 inwoners.

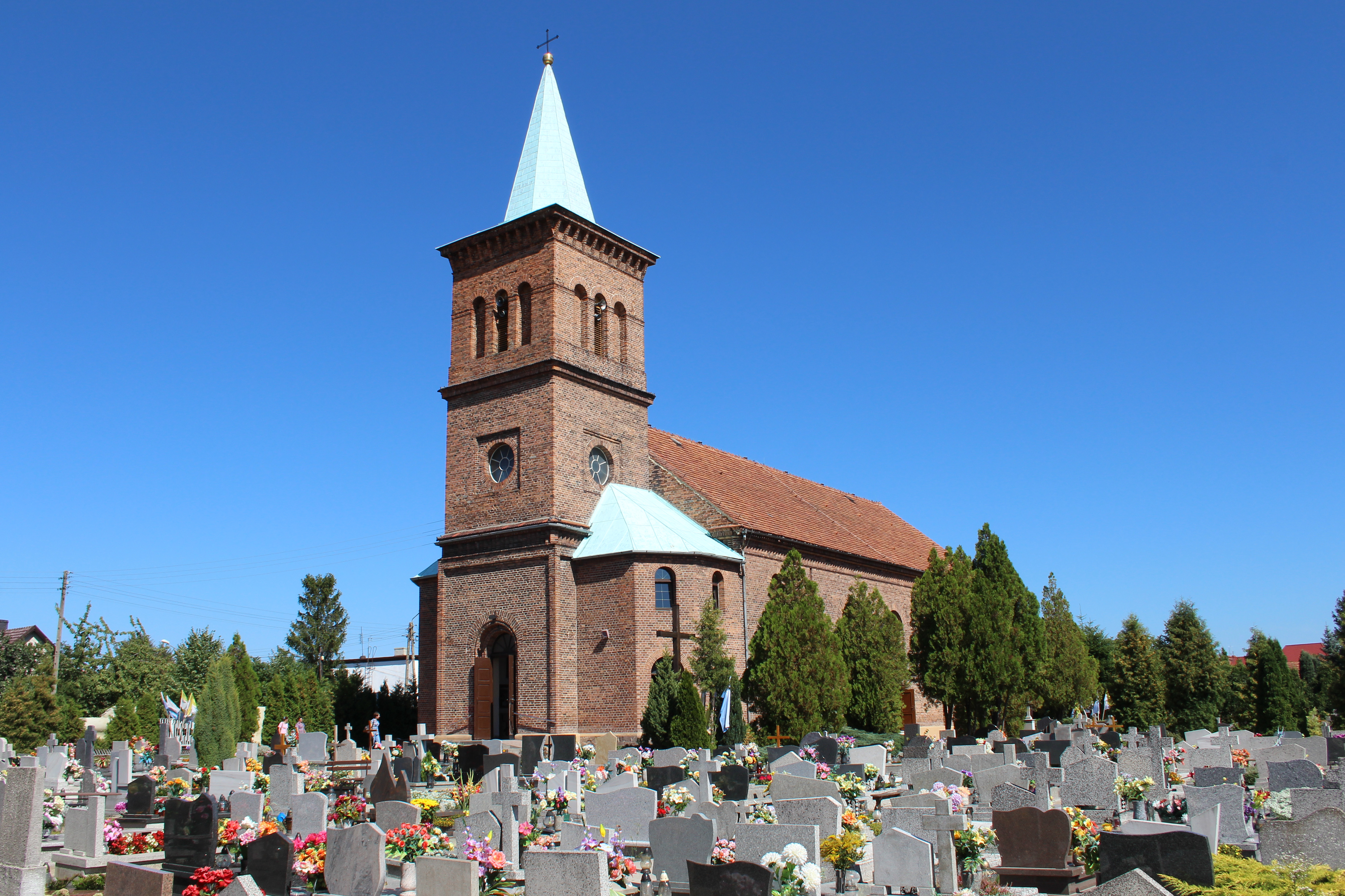